# セリフ (文字)
セリフ（英: Serif）は、タイポグラフィにおいて文字のストロークの端にある小さな飾りを意味する。セリフを持つ書体をローマン体と呼ぶ。
セリフのない書体はサンセリフと呼ばれたり（sans-serif: フランス語で「セリフがない」という意味）、グロテスク（フランス語で grotesque、ドイツ語では grotesk）と呼ばれたりする。

## 成り立ち
ラテン文字のアルファベットにおけるセリフは、古代イタリアでの石刻文字が起源とされている。
書体の分類に関しては、書体の項を参照。

## 語源
「セリフ」の語源は定かではないが、いずれにしても当該書体と同じぐらい最近の言葉である。オックスフォード英語辞典 (OED)のセリフに関する最も古い言及は、サンセリフ (sans serif)が1841年に（OEDでは sanserif としている）、そしてセリフ (serif)が1830年に登場している。実のところ、OEDは、セリフ (serif)がサンセリフ (sanserif)からの逆成語であると推測している。他方、ウェブスター第三版新国際辞典は、セリフ (serif)の語源を、オランダ語で「ストローク(文字の一角)」という意味の schereef に、そして究極的には、「書くこと (to write)」を意味するドイツ語の schreiben やラテン語の scribere まで辿っている。
OEDの「グロテスク (grotesque)」という語の、この意味における最古の言及は、1875年であり、「石刻文字 (stone-letter)」の同義語として掲載された。それはおよそ「ありふれたものではない」という意味であり、美術分野では グロテスク は通常、「装を凝らした」という意味がある。他の同義語として「ドーリック (Doric)」や「ゴシック (Gothic)」がある。

## 代表的なセリフ体

セリフの種類

### オールド・フェイス
セリフ部分の造形が三角形（ブラケット）になっている、伝統的なセリフ体。縦線と横線の太さの違いがない、あるいは僅かな差しかない。
- Garamond （ギャラモン、ガラモンド）
- Palatino （パラティーノ）
- Caslon （キャスロン、カスロン）
- Century Oldstyle （センチュリー・オールドスタイル）

など

### モダン・フェイス
セリフ部分の造形が細い直線（ヘアライン）になっており、縦線は横線より明らかに太い。近代的なセリフ体。
- Bodoni （ボドニ）
- Computer Modern （コンピュータ・モダン）
- Didot（ディドー）

など

### トランジショナル
オールド・フェイスとモダン・フェイスの中間的な造形の書体。
- Baskerville （バスカヴィル）
- Times New Roman （タイムズ・ニュー・ローマン）
- Century （センチュリー）

など

### スラブセリフ
縦線と横線の太さは同じかほぼ同じであり、セリフが直線でありなおかつストロークと同じ太さである書体。エジプシャンとも。
- Egyptienne （エジプシャン）
- Clarendon （クラレンドン）
- Rockwell （ロックウェル）

など